# Andreas Achenbach
 Andreas Achenbach   (Kassel, 29 de setembro de 1815 — Düsseldorf, 1 de abril de 1910) foi um pintor alemão.
É considerado o primeiro paisagista da Escola de Düsseldorf, com obras como Tempête sur lê rivage de La mer e Lê port à Ostende à la mareé.

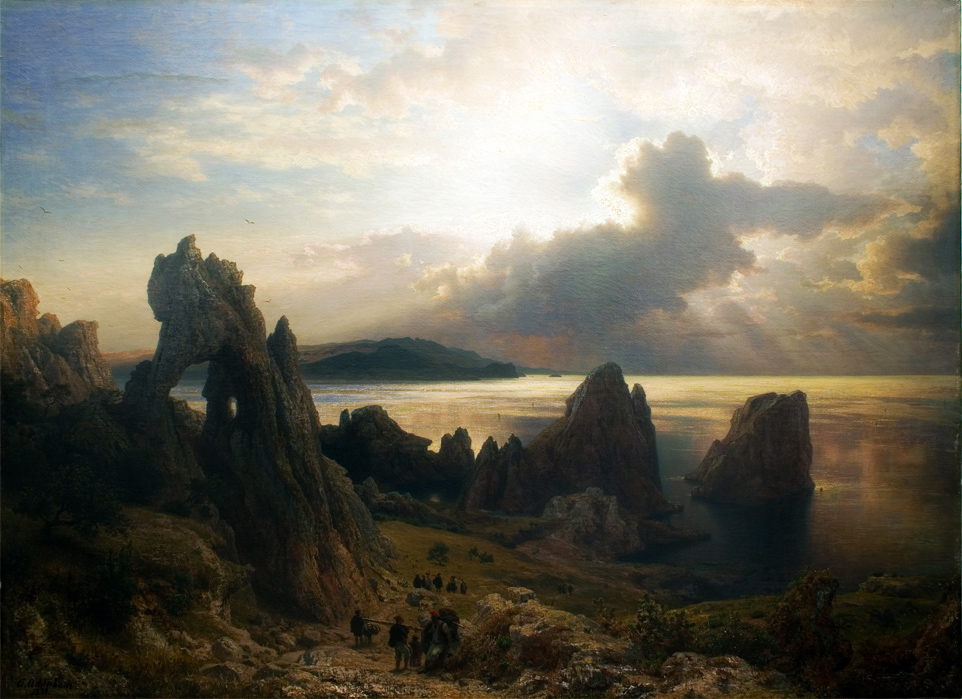
On the coast of Capri, pintura a óleo - (1855).
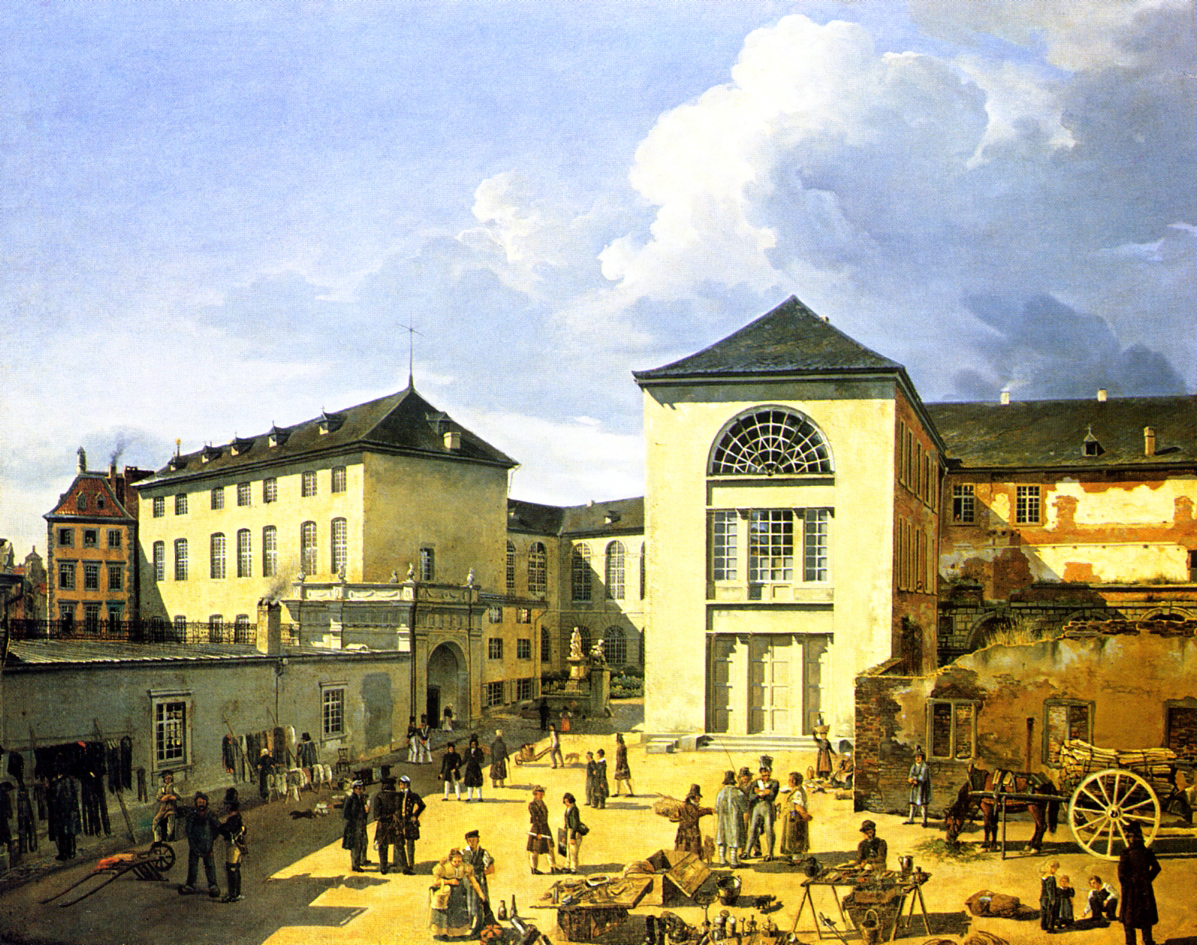
Die alte Akademie in Düsseldorf, pintura a óleo - (1831).